# Musikvergnuegen
Musikvergnuegen (miu-zik-verg-niu-gan), algumas vezes abreviado para MusikV, é uma companhia de produção de música e som localizada em Los Angeles, Califórnia. O nome da companhia significa "aproveitamento de música". A companhia foi fundada pelo compositor australiano Walter Werzowa.
Werzowa fundou a companhia após conseguir sucesso com o jingle "Intel Bing" feito para a Intel. Musikvergnuegen é especializada em Marca sonora e trabalhou em campanhas para a Samsung, Delta Air Lines, GM Goodwrench e LG.
Além dos jingles, a companhia faz produção de som para filmes, incluindo 8 de Wim Wenders e Minority Report.